# 16 Dywizja Grenadierów Pancernych SS „Reichsführer SS”
16 Dywizja Grenadierów Pancernych SS „Reichsführer SS” – dywizja Waffen-SS, odpowiedzialna za masakrę ludności cywilnej w Sant’Anna di Stazzema i Marzabotto.  

## Historia
Została utworzona w październiku 1943 roku z brygady szturmowej sformowanej w lutym tego samego roku z gwardii przybocznej Heinricha Himmlera.
Od stycznia 1944 roku dywizja walczyła we Włoszech z wojskami aliantów zachodnich biorącymi udział w desancie pod Anzio. Później uczestniczyła w walkach na terytorium północnych Włoch. Prowadziła także operacje przeciwko partyzantom włoskim, podczas których dopuściła się wielu zbrodni wojennych (m.in. wymordowanie większości ludności miejscowości Sant’Anna di Stazzema (zamordowano 560 osób) i Marzabotto (zamordowano około 770 osób)). Według innych źródeł w gminie Marzabotto zamordowanych zostało 1830 mieszkańców.
Na początku 1945 r. dywizja została wysłana do Węgier. Stamtąd wycofała się do Austrii, gdzie poddała się wojskom alianckim.

### Pokłosie
W latach 2004 i 2007, włoskie trybunały wojskowe skazały zaocznie 20 spośród wciąż żyjących oficerów i podoficerów dywizji na kary dożywocia. 
Wyroki te miały charakter przede wszystkim symboliczny, jako że skazani nie zostali poddani ekstradycji do Włoch ze względu na ich podeszły wiek.

## Dowództwo dywizji
Dowódcy:
- SS-Gruppenführer Max Simon (3 października 1943 – 24 października 1944)
- SS-Brigadeführer Otto Baum (24 października 1944 – 8 maja 1945)

Szefowie sztabu:
- SS-Obersturmbannführer Albert Ekkehard (20 października 1943 – ? grudnia 1944)
- Major Lothar Wolf (? stycznia 1945 – ? maja 1945)

Kwatermistrzowie:
- SS-Sturmbannführer Fritz Steinbeck (1 lipca 1944 – 1 marca 1945)
- SS-Hauptsturmführer Heinz Zabel (? 1945 – ? maja 1945)

## Struktura organizacyjna
- SS-Panzergrenadier Regiment 35 (pułk grenadierów pancernych)
- SS-Panzergrenadier Regiment 36 (pułk grenadierów pancernych)
- SS-Artillerie Regiment 16 (pułk artylerii)
- SS-Panzer Abteilung 16 (oddział czołgów)
- SS-Flak-Abteilung 16 (oddział przeciwlotniczy)
- SS-Panzer-Aufklärungsabteilung 16
- SS-Sturmgeschütz-Abteilung 16 (oddział dział szturmowych)
- SS-Pionier-Btaillon 16 (batalion saperów)
- SS-Nachrichten-Abteilung 16 (oddział zwiadu)
- SS-Nachschub-Truppen 16
- SS-Wirtschafts-Bataillon 16
- SS-Instandsetzungs-Abteilung 16
- SS-Sanitäts-Abteilung 16 (oddział sanitarny)
- SS-Feld-Ersatz-Btaillon 16 (batalion uzupełnień)
- Feldgendarmerie-Kompanie (kompania żandarmerii)
- Div. Kampfschule 16.SS-Pz. Gren. Div
- Div. Begleit-Kompanie

## Liczebność
- Grudzień 1943 – 12 720 ludzi
- Czerwiec 1944 – 14 218 ludzi
- Grudzień 1944 – 14 223 ludzi